# Anhaltische Motorwagenfabrik

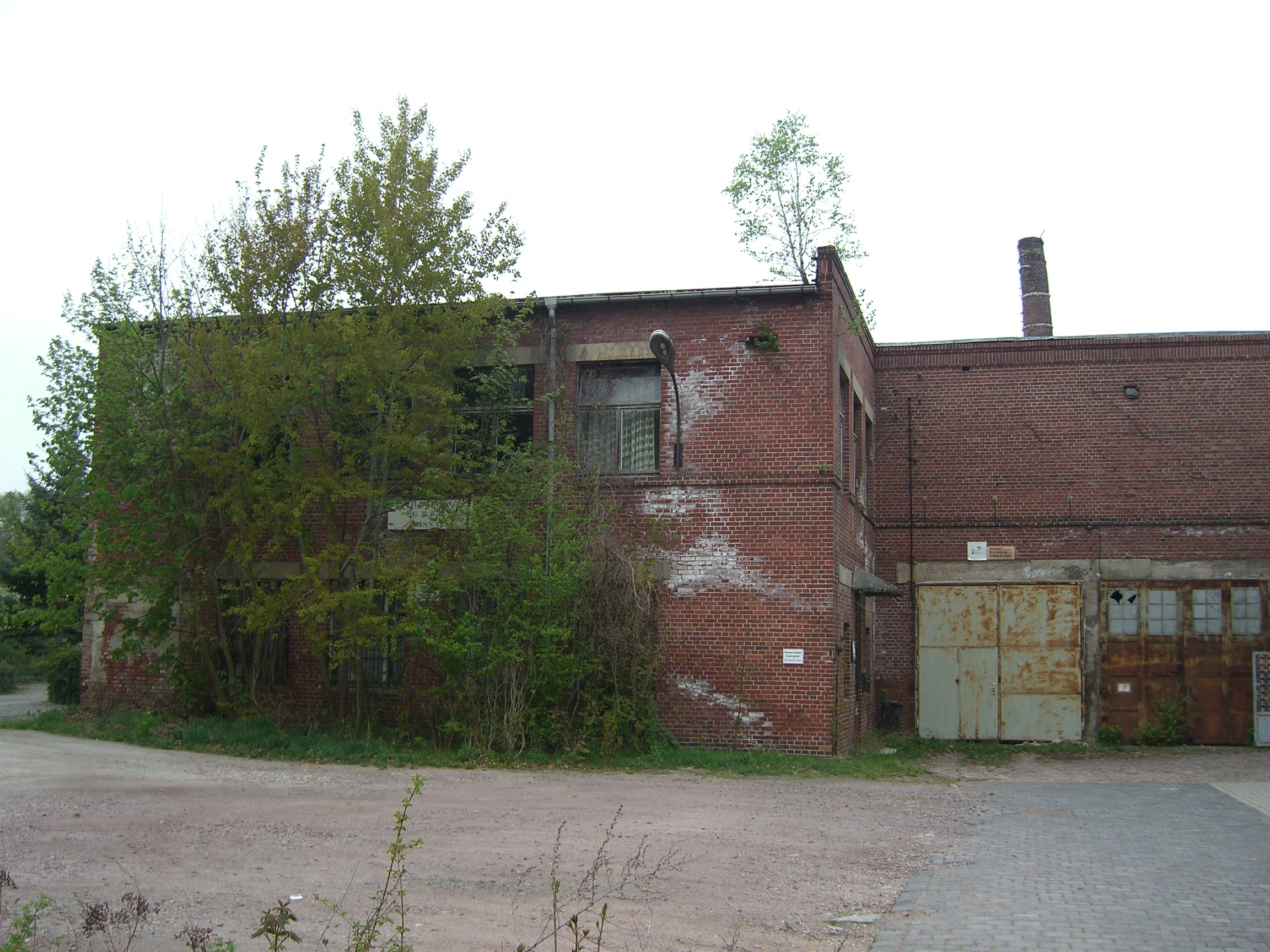
Fabrikgebäude im Jahre 2009

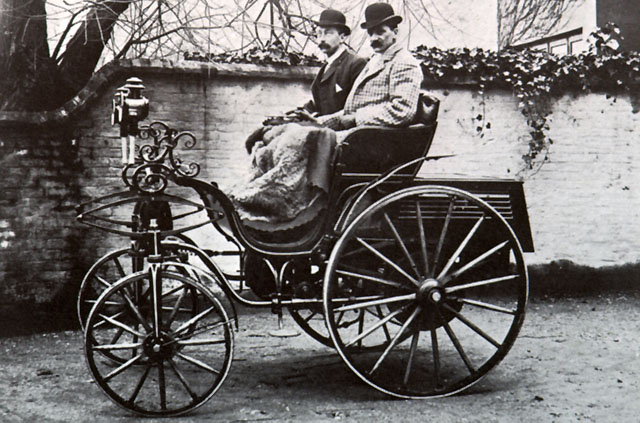
Lutzmann von 1895

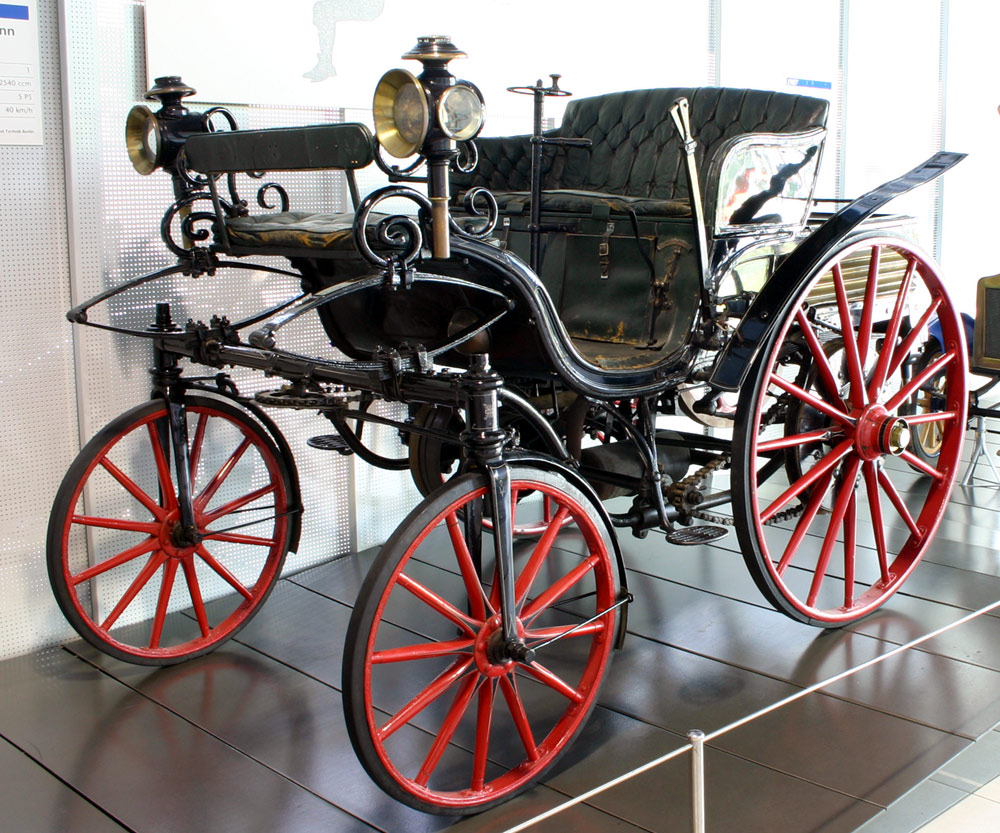
Lutzmann Pfeil 1

Die Anhaltische Motorwagenfabrik war ein deutscher Automobilhersteller.

## Unternehmensgeschichte
Friedrich Lutzmann fertigte 1893 sein erstes Fahrzeug und gründete 1895 das Unternehmen in Dessau zur Produktion von Automobilen. Der Markenname lautete Lutzmann. 1898 endete die Produktion in Dessau. Opel aus Rüsselsheim übernahm die Maschinen und stellte Friedrich Lutzmann als Direktor für die Motorwagenproduktion ein.

## Fahrzeuge
1893 entstand ein Dreirad mit hinterem Einzelrad, mit dem das Fahrzeug gelenkt wurde. Ein Einzylinder-Viertaktmotor mit 1,5 PS trieb die Vorderachse an. Der Fahrer saß hinten auf einem Sattel. Vorne war eine Bank für einen Passagier. Das Fahrzeug war 200 cm lang und 115 cm breit. Das Leergewicht war mit 150 kg angegeben.
Vermutlich im Mai 1894 (das genaue Datum ist nicht bekannt), und damit gut ein Jahr nach Lutzmanns erster Begegnung mit dem Benz-Motorwagen, verließ das erste eigene straßentaugliche Fahrzeug die Fabrikhalle.
Abgesehen von der zeitüblichen allgemeinen Kutschenform und der – ebenfalls (noch) üblichen – Kraftübertragung über Riemengetriebe und Ketten unterscheiden sich beide Fahrzeuge vom technischen Standpunkt erkennbar. So verfügt der Lutzmann nicht nur über eine andersartige Lenkung (Lutzmanns eigene Erfindung, Patent Nr. 79039) und eine an das Fahrrad angelehnte Vorderradaufhängung. Auch der Motor unterschied sich in seiner Konstruktion deutlich vom Benz.
Neben den goldenen Verzierungen auf schwarzen Lack und rot abgesetzten Felgen fielen vor allem die schmiedeeisernen Ornamente auf, die als Lampenhalter dienten. Das elegante Erscheinungsbild, auch im Vergleich zu eher plumpen Kutschen der Konkurrenz, machte deutlich, dass Lutzmann gelernter Kunstschlosser war.
Noch im selben Jahr erwarb der Fabrikant F. A. Schreiber aus Köthen einen Lutzmann für 4.000 ℳ.
Ein weiterer Lutzmann-Motorwagen wurde sogar ins arabische Aden exportiert, wie das „Bernburger Wochenblatt“ im August 1895 berichtete. Im Laufe der Jahre wurden Lutzmann-Automobile auch nach Großbritannien, die Niederlande und zahlreiche andere Länder exportiert.
Lutzmann beschäftigte in seiner Dessauer Fabrik nur etwa 20 Arbeiter, deutlich weniger als etwa die Konkurrenten Daimler und Benz. Das Unternehmen selbst firmierte erst ab Dezember 1898 unter dem Namen Anhaltische Motorwagenfabrik.

### Konstruktionsmerkmale
Gegenüber der Konkurrenz von Benz und Daimler hatte der Motorwagen von Lutzmann einen gewichtigen Vorteil: Lutzmann verwendete Kugellager für Achsen und Antriebswellen sowie die Lenksäule, was den Reibungswiderstand des Automobils wesentlich verringerte. Bei eher bescheidenen Motorleistungen von 3 bis 4 PS wirkte sich diese Maßnahme in einer merklichen Erhöhung der Endgeschwindigkeit aus. Die Kugellager stellte Lutzmann in der eigenen Werkstatt her, da die für Fahrräder erhältlichen Varianten nicht ausreichend dimensioniert waren.
Ein besonderer Schwerpunkt der Konstruktion lag bei der Gewichtsminimierung.
1895 ließ Lutzmann sich zudem ein Riemengetriebe patentieren (Pat. 87231 / 93843 / 109473), das mit nur einem Hebel auskam und später in allen Lutzmann-Motorkutschen eingesetzt wurde. Dies führte zu einer wesentlichen Bedienungsvereinfachung.
Gegen Aufpreis gab es auch einen Rückwärtsgang.
Zudem verfügten die Fahrzeuge über eine patentierte Freilaufvorrichtung für die Hinterräder, die demselben Zweck diente wie später bei kardangetriebenen Fahrzeugen das Differential.
Wie auch bei den Benz-Motorwagen dieser Zeit kamen die Riemengetriebe ohne Kupplung aus.
Die wohl bedeutendste Verbesserung aber war wohl ein fahrtwindgekühlter Kühlwasserbehälter (Gebrauchsmusterschutz-Nr. 82841), der den Kühlwasserbedarf der Lutzmann-Automobile deutlich senkte, was auch ein großer Vorteil gegenüber der Konkurrenz war. Ein Benzwagen dieser Zeit hatte auf 100 km einen Benzinverbrauch von 20 und einen Kühlwasserverbrauch von 150 (!) Litern, ein großer Schwachpunkt der Konstruktion mit einfacher Verdampfungskühlung.
Im Laufe der Produktion wurden immer wieder Verbesserungen eingeführt.

### Motor
Der Motor verfügte über ein „automatisches“ Einlassventil, das durch Unterdruck gesteuert wurde. Das Auslassventil hingegen wurde über einen Nocken auf der Kurbelwelle gesteuert. Beide Ventile wurden zwecks Vereinfachung in einem Bauteil zusammengefasst (Pat. Nr. 93233).
Alle Motoren waren Einzylinder mit einem Hubraum von 1500 bis 3500 cm3. Die Leistung lag bei etwa 1,5 bis 9 PS bei 400–500 min−1. Sie verfügten sämtlich bereits über eine fortschrittliche elektrische Zündung mittels Rühmkorffschem Funkeninduktor. Die Motorgehäuse wurden aus hochwertigem Schmiedestahl gefertigt, wodurch eine überdurchschnittlich hohe Qualität und Langlebigkeit gewährleistet war.
Die späteren Modelle mit einem platzsparend in den Benzintank integrierten Oberflächenvergaser erregten einiges Interesse bei Fachpresse und interessierten Laien, die den Lutzmann-Motor fälschlich als „vergaserlos“ bezeichneten.

### Modellversionen

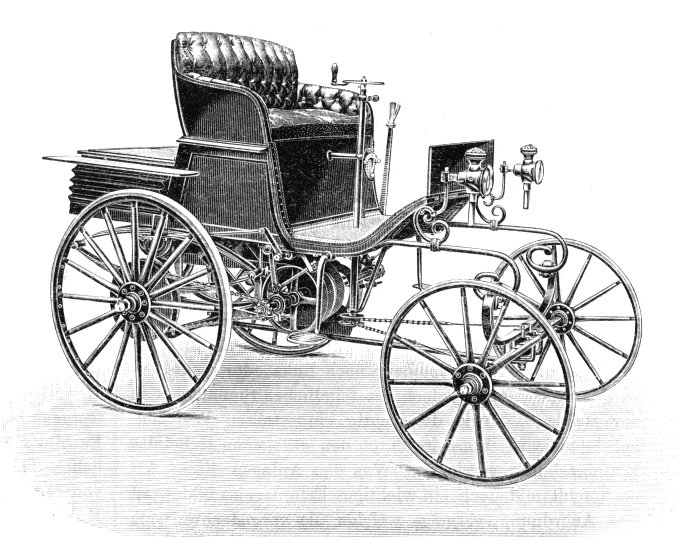
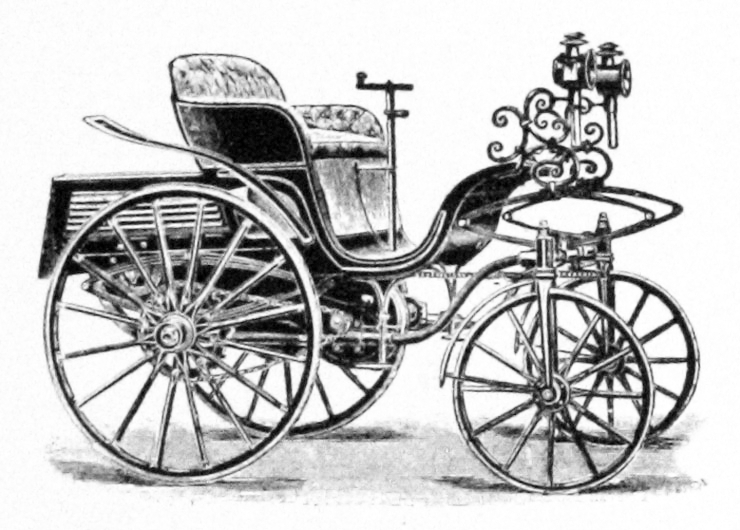
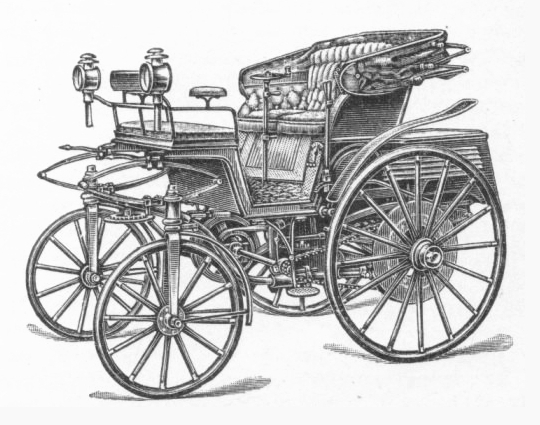
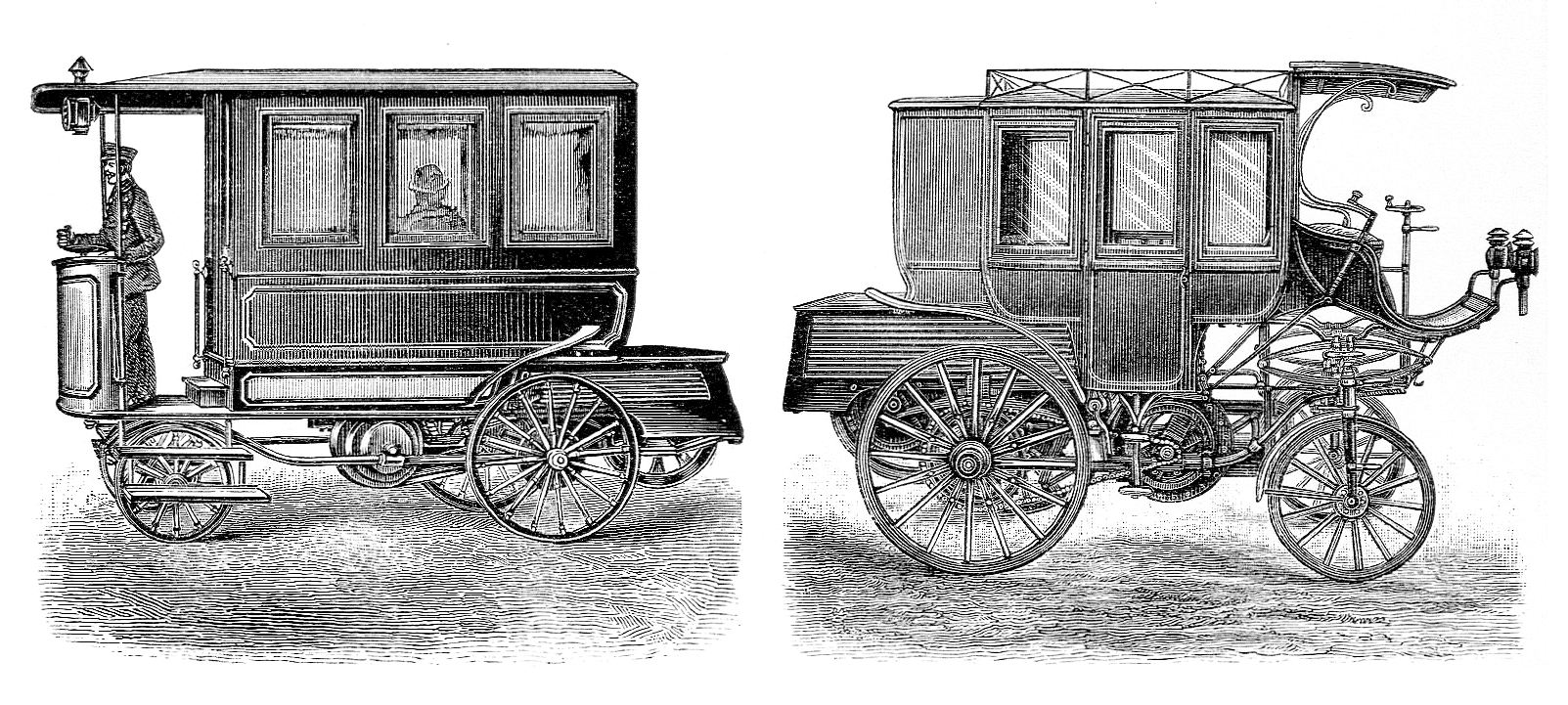

Insgesamt wurde der Lutzmann-Motorwagen in mindestens 14 verschiedenen Varianten angeboten, von denen die meisten den Beinamen „Pfeil“ führten. Von jedem dieser Modellvarianten wurde mindestens ein Exemplar tatsächlich gebaut.
Das kleinste Modell war der relativ leichte und einfache Pfeil A beziehungsweise seine Weiterentwicklung, der Pfeil 0, die auch als „leichte Jagdwagen“ bezeichnet wurden. Eine Nummer größer waren der Zweisitzer Pfeil 1 und der Viersitzer Pfeil 2, die im Gegensatz zu den kleineren Modellen über eine Achsgabellenkung verfügten. Als Pfeil 1 B wurde eine besonders elegante Ausführung des zweisitzigen Modells mit Drahtspeichenrädern anstelle der schweren Holzspeichenräder bezeichnet. Wegen seines geringeren Gewichtes erreichte dieses Fahrzeug eine Höchstgeschwindigkeit von 30 km/h. Der Pfeil 3 war ein ebenfalls mit der Lutzmann-typischen Achsgabellenkung ausgestatteter Sechssitzer.
Exotischere Modellvarianten waren der Pfeil 4, ein postkutschenartiger Achtsitzer, der Pfeil 5, der an eine Straßenbahn der damaligen Zeit erinnerte und 12 Passagiere befördern konnte und der Lieferwagen Pfeil 6. Bei späteren Modellen dieses Typs ließ sich der Frachtkasten abnehmen, sodass der Wagen auch privat genutzt werden konnte. Nicht unter die „Pfeil“-Nomenklatur fielen das Kombinationsfahrzeug „Break“, ein offener Achtsitzer mit pritschenartig angeordneten Sitzbänken und zwei verschiedene, auf Kundenwunsch gebaute Autobusse für 14 respektive 16 Personen.
Der damaligen Mode entsprechend baute Lutzmann auch ein Motor-Dreirad.

## Lutzmann-Motorwagen in Großbritannien
Die ersten Besitzer eines Lutzmann in Großbritannien waren John Adolphus Koosen und seine Frau Kathleen aus Southsea in der Grafschaft Hampshire. Noch 1895 bestellte Mr. Koosen einen „Pfeil 1“, nachdem die beiden auf einer Urlaubsreise in Deutschland Lutzmanns „Dessauer Pfeile“ kennengelernt hatten.
Um sein Fahrzeug jedoch überhaupt in Gang bringen zu können, musste Mr. Koosen bei einer chemischen Fabrik ein 200-Liter-Fass Benzin kaufen, weil weder Apotheken noch Drogerien es in ausreichender Menge verkauften.
1896 kaufte Mr. Koosen einen zweiten Lutzmann, diesmal einen Viersitzer. Dieser ist heute in Besitz des Berliner Museums für Verkehr und Technik.
Mit ihrem „Arrow 1“ legten die Koosens über 100.000 Meilen (ca. 160.000 km) zurück.
Mr. Koosen gebührt auch die zweifelhafte Ehre, den wohl ersten „Strafzettel“ der Welt erhalten zu haben.
Nach dem „Locomotive Act of 1865“ war das Fahren mit Dampfwagen auf öffentlichen Straßen nämlich verboten.
In der Gerichtsverhandlung erklärte zwar ein sachverständiger Ingenieur, dass es sich bei dem Motorwagen nicht um eine Dampf-, sondern um eine Gasmaschine handele; der Richter verhängte aber dennoch eine – eher symbolische – Strafe von einem Shilling.
Daraufhin reichte Mr. Koosen eine Petition beim britischen Parlament ein. Seine Bemühungen trugen maßgeblich zur Lockerung der Gesetzgebung in Großbritannien bei. Aus diesem Grund widmete ihm das Magazin The Autocar am 4. Januar 1896 ein Gedicht, betitelt „Ode to J.A.K.“:
Then in peace and quiet J. A. K.

in his autocar shall drive,

and thanks to his great efforts

the autocar shall thrive.
Ab 1896 wurde J. A. Koosen außerdem offizieller Vertragshändler für Großbritannien und Irland.
In dieser Funktion zeigte er seinen Motorwagen am 1. Mai 1896, unter anderem neben Daimler, De Dion-Bouton und einem Motorrad von Hildebrand und Wolfmüller (bezeichnet als „Wulf-Muller New Main Bicycle“) auf einer Ausstellung im Crystal Palace in London. Von dieser Ausstellung und dem dort gezeigten Lutzmann berichtete sogar der Scientific American in New York.

## Die erste Internationale Automobilausstellung
Das Unternehmen stellte auf der ersten Automobilausstellung in Deutschland, die am 30. September 1897 begann, zwei Fahrzeuge aus: einen Pfeil 0 und einen Pfeil 1. Daneben wurden lediglich fünf andere Autos präsentiert: 3 Benz, 1 Daimler und 1 Elektroauto von Kühlstein.